# اندیس سنگ تزئینی (چینی) خلعت پوشان
سنگ تزئینی(چینی) خلعت پوشان یک اندیس مصالح ساختمانی است که در  استان لرستان قرار دارد و مادهٔ معدنی موجود در آن، سنگ تزئینی است.سنگ میزبان این اندیس آهک است و دیرینگی آن به دوران پرمین می‌رسد.